# Ailakkasaari
Ailakkasaari eller Kutusaari är en ö i Finland. Den ligger i sjön Kilpisjärvi och Alajärvi och i kommunen Enontekis i den ekonomiska regionen  Fjäll-Lappland  och landskapet Lappland, i den norra delen av landet, 1 000 km norr om huvudstaden Helsingfors. Öns area är 3,4 hektar och dess största längd är 250 meter i öst-västlig riktning.